# Église Saint-Pierre-du-Vilar
Pour les articles homonymes, voir Saint-Pierre.
L'église Saint-Pierre-du-Vilar (catalan : Sant Pere del Vilar) est une église romane située à Claira, dans le département français des Pyrénées-Orientales.

## Histoire
Il est possible que l'église ait été construite sur une villa romaine.
L'église apparaît pour la première fois dans un texte écrit lorsqu'elle est mentionnée dans une bulle papale d'Agapet II, en 951. À cette époque, elle appartenait à l'Abbaye Sainte-Marie de Lagrasse. L'édifice actuel pourrait avoir été construit au XIe siècle, à l'exception du clocher et de la porte situé côté ouest. Il a été surélevé. 
Le lieu de culte a été successivement un prieuré, puis un ermitage.

## Description
L'église est bâtie en galets issus du fleuve Agly qui coule à proximité. Elle est constituée d'une nef unique et d'un clocher-mur. Un autre bâtiment prend appui sur un mur de l'église.